# Auto Becker
Die Auto Becker GmbH & Co KG war ein Kfz-Händler im Düsseldorfer Stadtteil Bilk. Das Unternehmen wurde 1947 von Wilhelm Becker als Tauschzentrale für gebrauchte Autoteile im Düsseldorfer Stadtteil Bilk gegründet und 1994 von seinem Sohn Helmut Becker übernommen. Im Jahr 2002 wurde das Unternehmen insolvent.

## Unternehmenszweck
Der ursprüngliche Unternehmenszweck von Auto Becker war der Betrieb einer Tauschzentrale für gebrauchte Autoteile. Im Folgejahr folgte der Handel mit Gebrauchtwagen. Neben dem Handel mit Gebrauchtwagen wurde Auto Becker später Vertragshändler von zahlreichen Autoherstellern, wie Aston Martin, Bentley, Ferrari und Rolls-Royce. Im Laufe der Jahre war Auto Becker Vertragshändler für über 100 Automobilmarken.

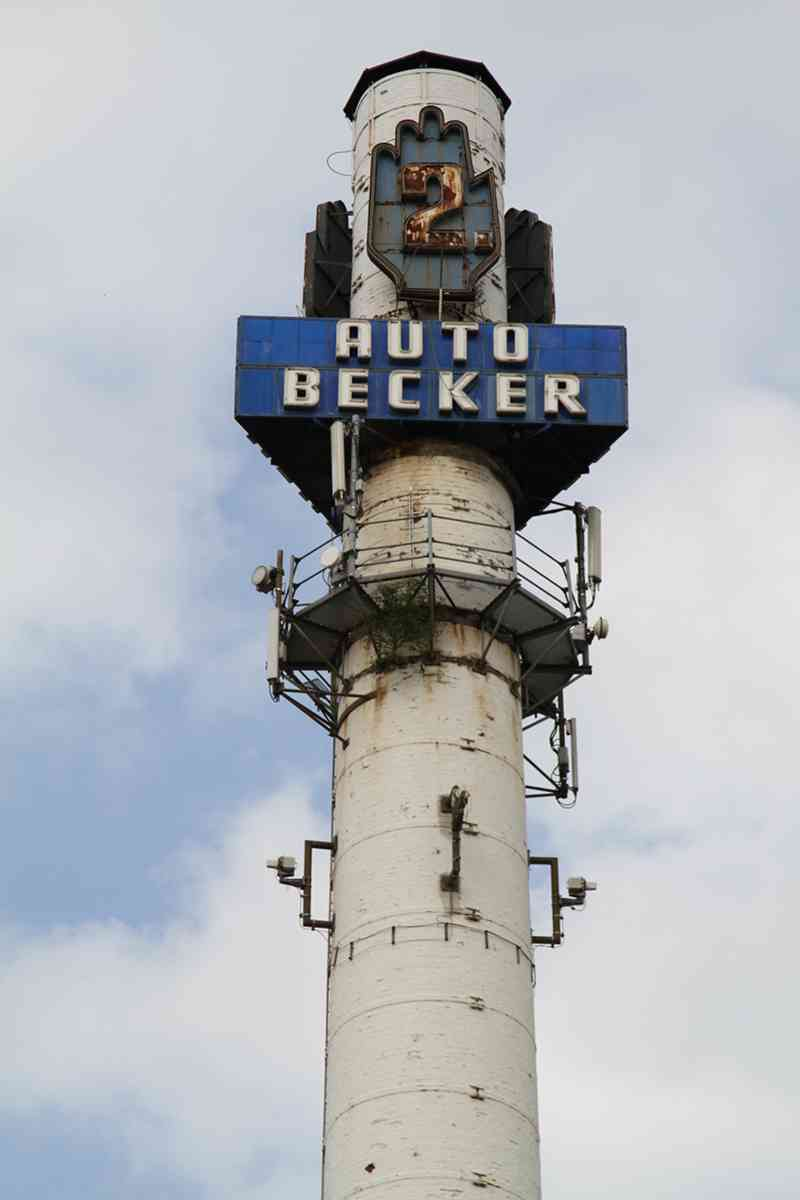
Werbung an einem Schornstein in der Zentrale im Jahr 2010

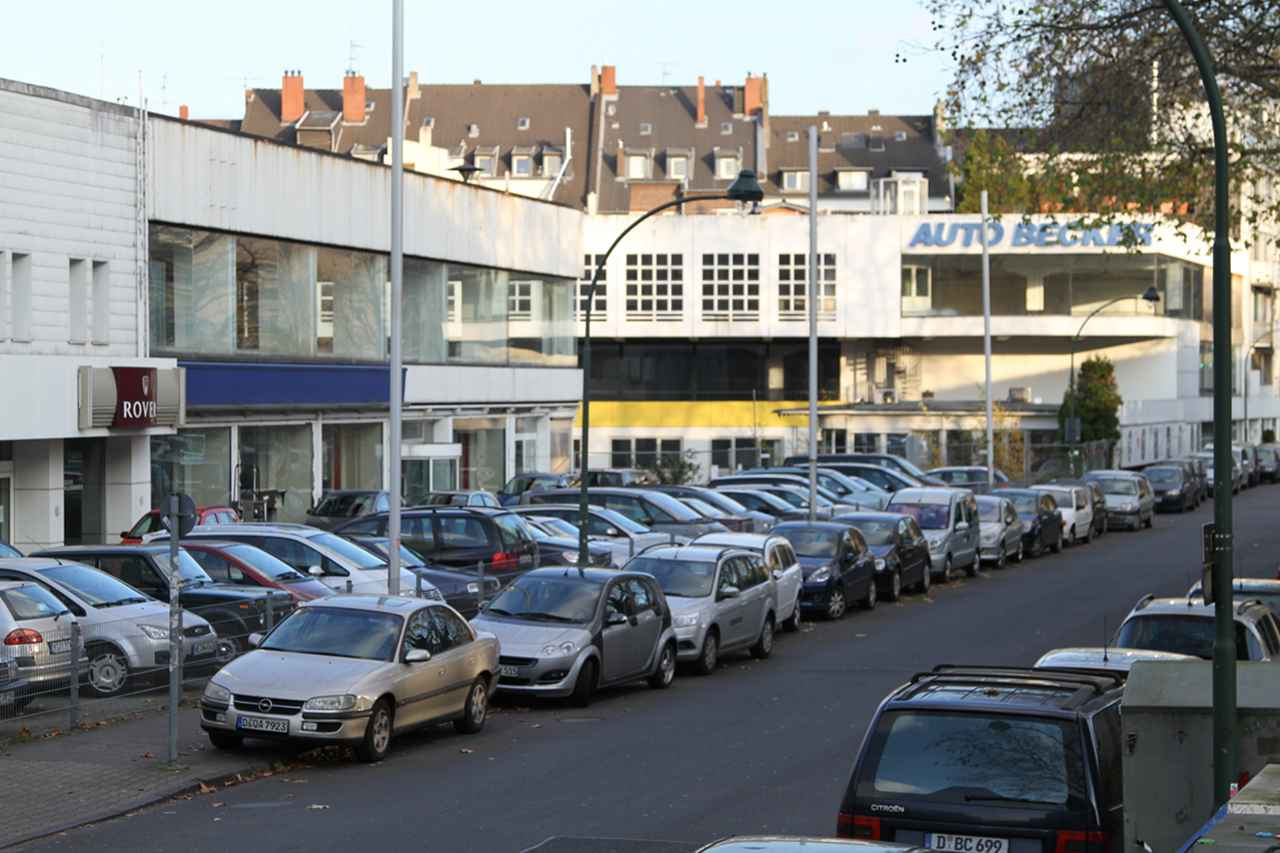
Das leerstehende Anwesen im November 2010

## Geschichte
1951 begann Auto Becker mit dem Import und Verkauf von Neufahrzeugen der Marken Lancia, Alfa Romeo und Chrysler/DeSoto. Ein Jahr später wurde der bereits 1949 eingeführte Begriff „zweite Hand“, ein heute gebräuchlicher Begriff auf dem Gebrauchtwagenmarkt, als geschütztes Markenzeichen eingetragen.
Ab 1953 folgte der Export von Gebrauchtwagen, anfangs nur in die USA und nach Norwegen. 1956 begann der Import von Fahrzeugen der Marken Rolls-Royce/Bentley, Abarth, MG und Bertone, im darauffolgenden Jahr ernannte Enzo Ferrari Auto Becker zum Generalimporteur für Ferrari-Fahrzeuge in Deutschland.
1961 erfolgte der Umzug in die erworbene ehemalige Papierfabrik Schulte und Zinken in der Suitbertusstraße. Dort vermarktete Auto Becker unter der Bezeichnung „erster Auto-Supermarkt der Welt“ unter einem Dach Neuwagen zahlreicher Automarken als Vertragshändler sowie Gebrauchtwagen. Ab 1970 brachte Auto Becker eine eigene Zeitschrift mit dem Namen „auto welt“ heraus, die mit einem Heftpreis von 8,50 DM im oberen Preissegment der Autozeitschriften angesiedelt war. Als 1971 die IAA kurzfristig abgesagt wurde, veranstaltete Auto Becker eine eigene Ausstellung als IAA-Ersatz und verzeichnete 100.000 Besucher in acht Tagen. Das Unternehmen wurde auf Auto Becker GmbH & Co KG umfirmiert.
Im Januar 1990 wurde der DDR-Unterhändler für besondere Angelegenheiten, Rechtsanwalt Wolfgang Vogel, beauftragt, mit Auto Becker über die Lieferung von etwa 30.000 Gebrauchtwagen zu verhandeln. Becker streute daraufhin das Gerücht, ihm sei der Wunsch der DDR-Regierung nach 100.000 Gebrauchten aus der Bundesrepublik zugetragen worden. Gescheitert ist dieses Projekt letztlich an den Preisvorstellungen seitens der westdeutschen Gebrauchtwagenhändler und den knappen Devisenreserven der DDR. Dies war einer der Versuche, dem wachsenden Unmut der DDR-Bevölkerung hinsichtlich der Versorgungslage mit Pkws zu begegnen.
Wilhelm Becker schied im Jahr 1994 im Alter von 80 Jahren aus der Geschäftsleitung aus, Helmut Becker (* 24. Juli 1942; † 2. Oktober 2018) wurde alleiniger Geschäftsführer und Gesellschafter. Im Jahr 2002 ging das Unternehmen in die Insolvenz.
2011 kaufte die Quantum Immobilien AG das Gelände, um hier die „Karolinger Höfe“ zu bauen. 2014 begann der Abriss des ehemaligen Becker-Geländes.

## Verwandtes
- Auf demselben Gelände gründeten die Söhne von Wilhelm und Brüder von Helmut, Achim und Harald Becker, 1980 die Data Becker GmbH & Co. KG.

- 2002 (im Jahr der Insolvenz von Auto Becker) machte die Liaison zwischen Helmut Becker und Tatjana Gsell Schlagzeilen in der Boulevardpresse.[7][8]